# Портакал Чичеги
Портака́л Чичеги́ (тур. Portakal Çiçeği Parkı — парк цветущего апельсина) — парк в анкарском районе Чанкая. Общая площадь парка составляет 44,7 тыс. квадратных метров: почти 90 % озеленены, также в нём есть дорожки, спортивная площадка и несколько прудов. Ранее на месте парка росли апельсиновые деревья, поэтому он получил от них своё название. Позднее были построены два жилых комплекса Portakal Çiçeği Kulesi, которые были названы аналогично.
В 1970—1980 годах в долине, где расположен парк, было множество трущоб. Позднее мэрия Анкары и министерства начали детально проработанный «Проект городской трансформации», в результате которого были построены множество парков, включая Портакал Чичеги. Жильцов старых зданий постепенно выселяли, давая им средства и новые квартиры, а территорию облагораживали.
В парке также находится торгово-развлекательный центр Ansera.

## Галерея
- Октябрь 2024
- Февраль 2025
- Март 2025